# Bezmer (obwód Dobricz)
Bezmer (bułg. Безмер) – wieś w Bułgarii, w obwodzie Dobricz, w gminie Terweł. Według danych szacunkowych Ujednoliconego Systemu Ewidencji Ludności oraz Usług Administracyjnych dla Ludności, 15 czerwca 2020 roku miejscowość liczyła 1 421 mieszkańców.